# Luis Zuleta
Luis Fernando Zuleta Maldonado (Santa Marta, 7 agosto 1974) è un ex calciatore colombiano, di ruolo centrocampista.

## Caratteristiche tecniche
Soprannominato La Puya, Zuleta spiccò per l'agilità delle sue movenze e per le capacità tecniche: buon controllo di palla e abilità nel finalizzare. Può giocare sia come centrocampista offensivo o come attaccante, e predilige posizionarsi sulla fascia destra.

## Carriera

### Club
Zuleta debuttò in massima serie colombiana con la maglia dell'Unión Magdalena nel 1996; a farlo scendere in campo con la prima squadra fu Jorge Luis Pinto. Risaltò particolarmente alla sua prima stagione, tanto da guadagnarsi la convocazione in Nazionale, e dopo aver giocato il campionato del 2000 con l'Unión Magdalena passò all'Atlético Junior. Con la compagine di Barranquilla disputò una edizione del torneo nazionale, non segnando molto e facendo ritorno all'Unión. Nella stagione 2002-I divenne miglior marcatore del campionato con 13 gol. Nel 2003 si trasferì all'Independiente Santa Fe. Qui ancora una volta trovò poco spazio e tornò all'Unión Magdalena. Nel 2004 fu impiegato in 9 incontri dal Deportivo Pasto. Nel 2005 tornò di nuovo a Magdalena, mentre nel 2006 fece parte della rosa dell'Atlético Huila. Nel 2007 lasciò per la prima volta la Colombia, trasferendosi in El Salvador. Giocò la stagione 2007-2008 con l'Águila, segnando una volta in 13 presenze. Nel 2008 giocò con i venezuelani del Carabobo, mentre nel 2010 tornò in patria. Nel 2011 è stato acquistato dal Fortaleza Fútbol Club, dove veste la maglia numero 25.
Nel 2012 si è ritirato dal calcio giocato.

### Nazionale
Zuleta fu convocato in Nazionale per la prima volta nel 1997 dal commissario tecnico Hernán Darío Gómez. Giocò due amichevoli con la maglia dei cafeteros, e venne incluso nella lista per la Copa América 1997. In tale competizione debuttò il 16 giugno, sostituendo Hamilton Ricard nell'intervallo di Colombia-Costa Rica. Cinque giorni dopo scese in campo durante il quarto di finale tra la sua selezione e la Bolivia padrona di casa: sempre subentrando a Ricard, giocò gli ultimi 23 minuti dell'incontro.

## Palmarès

### Individuale
- Capocannoniere della Copa Mustang: 1

2002-I (13 gol)